# Mike Scott
Michael Scott (Edinburgh, 14 december 1958) is een Schotse muzikant (zang, gitaar, piano). Hij is de mede-oprichter en songwriter van de Schots/Ierse folkrock-band The Waterboys en het enige lid dat altijd deel uit heeft gemaakt van deze band. Met Bring 'em All In (1995) en Still Burning (1997) heeft hij twee soloalbums geproduceerd.

## Biografie
Scotts muzikale carrière begon tijdens de jaren 1970 in scholierenbands en in de door hem geformeerde band Karma. In 1977 begon hij aan de University of Edinburgh een studie in Britse literatuur en filosofie, die hij echter na een jaar weer beëindigde. Later zouden invloeden van William Butler Yeats en Robert Burns in zijn songteksten voor The Waterboys zijn te vinden.
Scott formeerde met de gitarist Allan McConnell de band The Bootlegs, waaruit in 1978 met verdere leden Another Pretty Face werd. Met een eigen label bracht de band enkele singles uit. De eerste publicatie All the Boys Love Carrie kreeg van de NME de onderscheiding 'Single of the Week'. De band tekende een contract bij Virgin Records en toerde met de Stiff Little Fingers. Het platencontract werd echter weer opgezegd, nadat de band een demo-opname had uitgebracht. Er volgde in 1981 een contract bij Ensign Records, verbonden met een verhuizing naar Londen en de herbenoeming naar Funhouse. Scott concentreerde zich in de volgende tijd meer op eigen songs en opnamen, hetgeen uiteindelijk leidde tot de formatie van The Waterboys. Een sessie in de Redshop Studios in december 1981 was het begin van het eerste Waterboys-album, dat in 1983 verscheen.
Rond 1990 viel The Waterboys uit elkaar. Het album Dream Harder uit 1993 verscheen nog als The Waterboys, maar Scott was het enig overgebleven lid en nam het album op met sessiemuzikanten. Toen het hem niet lukte om een nieuwe band te formeren om op tournee te gaan, ging hij verder als solozanger. Onder zijn eigen naam verscheen in 1995 het album Bring 'Em All In en in 1997 Still Burning. In 1999 startte hij met de opnamen voor een volgend album. Nadat het album voltooid was, tekende Scott een contract bij BMG waarbij overeengekomen werd dat nieuw werk zou verschijnen onder de groepsnaam. Het album A Rock in the Weary Land van The Waterboys kwam uit in 2000.

## Privéleven
Scott woonde in Londen, Dublin en New York en maakte vanaf circa 1996 deel uit van de new age-leefgemeenschap Findhorn Foundation in Noord-Schotland. Sinds 2008 woont hij opnieuw in Dublin. Uit een relatie met de Ierse actrice en zangeres Camille O'Sullivan heeft hij een dochter, geboren in 2013. Scott trouwde in 2016 met de Japanse kunstenares Megumi Igarashi. Het was zijn derde huwelijk. Het paar kreeg in 2017 een zoon.

## Discografie (solo)

### Albums
- 1995: Bring 'Em All In
- 1997: Still Burning
- 1998: The Whole of the Moon: the music of Mike Scott and The Waterboys (compilatie-album)

### Singles
- 1995: Bring 'Em All In
- 1995: Building the City of Light
- 1997: Love Anyway
- 1998: Rare, Precious and Gone

- Bibsys: 4018083
- Bibliothèque nationale de France: cb140069192 (data)
- Gemeinsame Normdatei: 134518128
- International Standard Name Identifier: 0000 0001 1450 5411
- Library of Congress Control Number: no2007098070
- MusicBrainz: 36deef3e-384d-4cdd-9a8e-f63aa3e16878
- Nationale Bibliotheek van Tsjechië: xx0029667
- SNAC: w6p853x1
- Virtual International Authority File: 85482158
- WorldCat: E39PBJwd9hRf9rr9KXHFX6Xw4q